# Сапега, Леон Базилий
Леон Базилий Сапега (20 марта 1652 — 9 ноября 1686, Варшава) — государственный и военный деятель Великого княжества Литовского, стольник великий литовский (1679—1681), подскарбий надворный литовский (1681—1686), генерал артиллерии литовской (с 1684 года).

## Биография
Представитель черейско-ружанской линии магнатского рода Сапег герба «Лис». Третий сын великого гетмана литовского и воеводы виленского Павла Яна Сапеги и Анны Барбары Копеч. Старшие братья — Казимир Ян, Бенедикт Павел и Франтишек Стефан.
В 1663-1668 годах учился в Виленской академии, потом путешествовал по странам Западной Европы, побывал в Париже. В 1673 году вернулся из-за границы на родину.
В 1678, 1681 и 1683 годах Леон Базилий Сапега трижды избирался послом на сеймы. В 1679 году получил должность стольника великого литовского, в 1681 году стал подскарбием надворным литовским.
В 1683 году участвовал в военной кампании польского короля Яна III Собеского против турок-османов и в битве под Веной. В 1684 году получил чин Генерала литовской артиллерии. В 1686 году участвовал в неудачном походе польской армии под командованием Яна Собеского в Молдавию против турок.
В ноябре 1686 года 34-летний Леон Базилий Сапега погиб из-за случайного выстрела из пистолета. Не был женат и не оставил после себя детей.